# Cyclope L'Héritier
 (avril 2025).
Motif : manque de sources secondaires, notoriété de l'artiste à prouver
- Archive Wikiwix
- Bing
- Cairn
- DuckDuckGo
- E. Universalis
- Gallica
- Google
- G. Books
- G. News
- G. Scholar
- Persée
- Qwant
- (zh) Baidu
- (ru) Yandex
- (wd) trouver des œuvres sur Wikidata

| 1. | Préciser le motif de la pose du bandeau. | Précisez le motif de la pose du bandeau en utilisant la syntaxe suivante : {{admissibilité à vérifier\|date=juin 2025\|motif=remplacez ce texte par le motif}}                          |
| 2. | Informer les utilisateurs concernés.     | Pensez à avertir le créateur de l'article, par exemple, en insérant le code ci-dessous sur sa page de discussion : {{subst:avertissement admissibilité à vérifier\|Cyclope L'Héritier}} |

 (avril 2025).
Si vous disposez d'ouvrages ou d'articles de référence ou si vous connaissez des sites web de qualité traitant du thème abordé ici, merci de compléter l'article en donnant les références utiles à sa vérifiabilité et en les liant à la section « Notes et références ».
Cyclope L'Héritier, de son vrai nom Khalid Yettou est un rappeur et vidéaste web et tiktokeur français originaire du Péage-de-Roussillon. Il aurait écrit ses premiers textes au début des années 2010.

## Biographie
Il se fait connaître via ses premiers sons et sur TikTok où il publie des vidéos parodiques et humoristique en employant des expressions lyonnaise tel que « sur la tête à tata » ou bien « y'a pas de la chatte là ». Il travaille à Genève.
Il est d'origine Marocaine de Taza.

## Liens
- Ressources relatives à la musique :   - Last.fm
  - Rate Your Music
- Ressource relative aux organisations :   - SIREN